# Аруа
Аруа — город в Уганде, центр одноимённого округа в Северной области. Население — 59 400 чел. (2011).
Город является центром местной католической епархии.

## География
Город расположен на северо-западе Уганды, в 19 км от границы с Демократической Республикой Конго. Расстояние до столицы страны, Кампалы, примерно составляет 480 км, до Гулу, крупнейшего города Северной области, — 155 км (по прямой; по дороге — в среднем 186 км).
Аруа расположен на высоте 1310 метров над уровнем моря.

## Климат
| Показатель                                                                                             | Янв. | Фев. | Март | Апр. | Май  | Июнь | Июль | Авг. | Сен. | Окт. | Нояб. | Дек. | Год  |
| --- | ---- | ---- | ---- | ---- | ---- | ---- | ---- | ---- | ---- | ---- | ----- | ---- | ---- |
| Средний суточный максимум, °C                                                                          | 31,4 | 32,4 | 30,4 | 29,6 | 28,4 | 27,4 | 26,2 | 27,0 | 27,7 | 27,6 | 28,0  | 29,9 | 28,8 |
| Средний суточный минимум, °C                                                                           | 17,4 | 18,6 | 18,6 | 18,7 | 18,2 | 17,5 | 17,0 | 16,9 | 17,2 | 17,4 | 17,1  | 16,7 | 17,6 |
| Норма осадков, мм                                                                                      | 28   | 31   | 125  | 94   | 136  | 144  | 178  | 158  | 238  | 244  | 98    | 19   | 1495 |
| Источник: http://www.ubos.org/onlinefiles/uploads/ubos/pdf%20documents/2009Statistical_%20Abstract.pdf |      |      |      |      |      |      |      |      |      |      |       |      |      |

## История

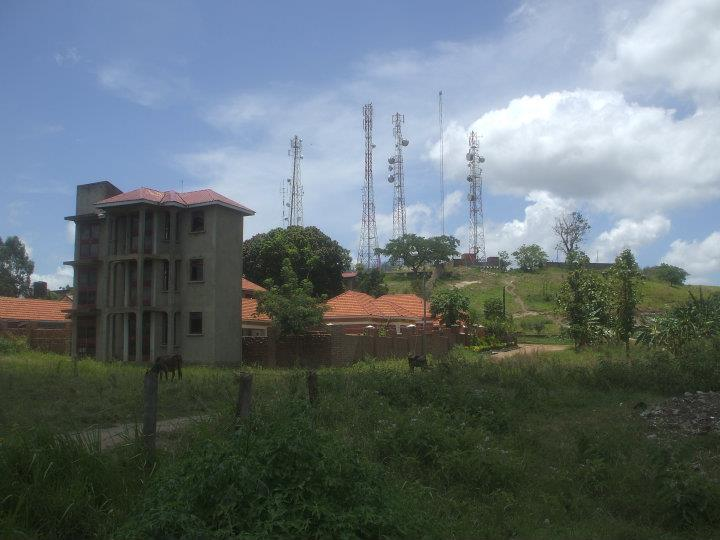
Вид на холмы Аруа.

Аруа был основан 14 июня 1914 года во времена английского колониального владычества. Город был административным центром провинции Западного Нила. С 1962 года — в составе независимой Уганды.

## Экономика и транспорт
Город — местный крупный узел, где сбываются такие товары, как хлопок, табак, чай, кофе, маниок и маис, а также другие продукты питания и напитки, изделия из кожи и металла, мыло, масла, предметы одежды и пр.
Аруа с Кампалой связывают автобусные маршруты. Действует аэропорт, занимающий по пассажиропотоку второе место в стране после Международного аэропорта в Энтеббе.

## Образование и здравоохранение
Высшее образование в Аруа представлено Университетом Муни, кампусами Исламского университета Уганды и Христианского университета Уганды.
Наиболее крупным медицинским учреждением является Областная больница в Аруа.

## Население
Население города стабильно растёт: если в 2002 году здесь проживало 43 929 человек, то в 2009 — 55 800, 2010 — 57 500, а в 2011 — 59 400. Также есть железнодорожная ветка, связывающая Аруа с Угандийской железной дорогой.